# Ghosteen
Ghosteen — семнадцатый студийный альбом группы Nick Cave and the Bad Seeds. Он был выпущен 4 октября 2019 года на лейбле Ghosteen Ltd и 8 ноября 2019 года на лейбле Bad Seed Ltd, оба лейбла принадлежат группе. Ghosteen — двойной альбом, первый со времен Abattoir Blues / The Lyre of Orpheus (2004), и заключительная часть трилогии альбомов, включающей Push the Sky Away (2013) и Skeleton Tree (2016).
Спродюсированный Ником Кейвом и Уорреном Эллисом, Ghosteen был написан после смерти сына Кейва Артура в 2015 году. Альбом был записан в основном в Малибу и Западном Голливуде, Калифорния, США, а также в Германии и Англии. В текстах Кейва, который продолжает отходить от привычного повествовательного стиля, затрагиваются темы потери, смерти и экзистенциализма, а также сопереживания, веры и оптимизма. Как и в Skeleton Tree, в альбоме широко используются синтезаторы, звуковые петли и эмбиентные элементы, особенно минимально используются ударные и перкуссия.
После выхода Ghosteen получил широкое признание критиков. Он получил несколько отличных оценок и стал самым высокорейтинговым альбомом 2019 года и десятилетия 2010-х (вровень с To Pimp a Butterfly Кендрика Ламара) на Metacritic. Альбом вошел в топ-10 альбомных чартов в нескольких странах и был включен в списки лучших альбомов по итогам года и десятилетия по версии нескольких изданий. Европейский и североамериканский туры в поддержку Ghosteen были отменены из-за пандемии COVID-19, а все концерты перенесены на более поздние даты в 2021 году.

## Отзывы
| Совокупная оценка   | Совокупная оценка |
| Источник            | Оценка            |
| ------------------- | ----------------- |
| AnyDecentMusic?     | 9.0/10            |
| Metacritic          | 96/100            |
| Оценки критиков     |                   |
| Источник            | Оценка            |
| AllMusic            | [ 5 ]             |
| The A.V. Club       | A                 |
| The Daily Telegraph | [ 7 ]             |
| The Guardian        | [ 8 ]             |
| The Independent     | [ 9 ]             |
| NME                 | [ 10 ]            |
| The Observer        | [ 2 ]             |
| Pitchfork           | 8.8/10            |
| Rolling Stone       | [ 12 ]            |
| The Times           | [ 13 ]            |

Ghosteen получил широкое признание критиков. На сайте Metacritic, который присваивает средневзвешенную оценку из 100 баллов рецензиям ведущих изданий, альбом получил средний балл 96 на основе 28 рецензий, став самым высокорейтинговым альбомом 2019 года. Алексис Петридис, написавший рецензию для The Guardian, резюмировал, что Ghosteen включает «самые красивые песни [Кейва], которые он когда-либо записывал», и присвоил ему полную оценку в пять из пяти звезд. Петридис считает альбом «бесконечно более теплым и сладким братом» Skeleton Tree, отмечая, что «он продолжает и расширяет невесомый, дрейфующий стиль двух своих предшественников». В другой пятизвездочной рецензии для NME Элизабет Обри сказала, что «если Skeleton Tree позволил заглянуть в горе сразу после его окончания, то Ghosteen — это горе, о котором думают», проведя сравнения между текстами Кейва и книгой К. С. Льюиса «A Grief Observed» (1960), в которой альбом «ощущается как пытающаяся обрести смысл стадия горя, даже когда часто не удается найти никакого смысла». Обри оценил Ghosteen как «работу необычайного, тревожного масштаба», назвав его самым красивым альбомом Bad Seeds «а также одним из самых разрушительных».
Рецензент The Independent Хелен Браун назвала Ghosteen «поразительным» в рецензии из пяти звезд, особо отметив вокал и тексты Кейва и использование Уорреном Эллисом аналоговых синтезаторов, которые она описала как «теплое облако эмбиентного утешения». Рецензент Clash Джош Грей поставил Ghosteen девять баллов из десяти, назвав альбом «еще одной главой в увлекательном поиске Кейвом значимых связей в мире, где мы так часто чувствуем себя разъединенными», и заключил, что Ghosteen — "не блаженный и не комфортный альбом, но он вселяет надежду… еще одно открытое письмо от исполнителя к слушателям, которое проникает прямо в суть того, что значит любить, терять и снова любить. Марти Сартини Гарнер из The A.V. Club поставил альбому оценку «А», похвалив его инструментарий, потустороннее и духовное качество текстов Кейва и его удивительную доступность.
В своей пятизвездочной рецензии для The Observer Китти Эмпайр отметила «тонкие эволюции настроения и инструментария» в звучании группы на Ghosteen, которые, по ее словам, «достигают пиков, которые становятся еще более ошеломляющими из-за их скудости». Empire сравнивали с «серьезностью» Леонарда Коэна и «хриплой, суровой красотой» последних релизов Скотта Уокера. Pitchfork оценил альбом в 8,8 балла из 10, а рецензент Грейсон Хавер Каррин назвал его «возвышенным» и сказал, что это «возможно, самый пронзительный альбом в карьере [Кейва]». Каррин также высоко оценила лирический баланс между абстрактными фантазиями и реальностью горя, заключив, что «вам не нужно быть экспертом в более широкой космологии Кейва, чтобы проникнуться Ghosteen… Вам нужна только способность страдать и желание выжить». Пэт Карти, написавшая в Hot Press, заявила, что в Ghosteen «художник обнажает себя», и назвала его «искусством столь же мрачным, сколь и прекрасным, и остается лишь надеяться, что оно принесет своему создателю некий катарсис — некую толику облегчения».
В своем эссе для Slate Энн Пауэрс назвала Ghosteen одним из своих любимых альбомов 2019 года и доказательством того, что формат не умер, а скорее претерпел «метаморфозу». Она добавила, что концептуальные альбомы возродились благодаря культурно значимым автобиографическим повествованиям таких артистов, как Кейв, который «предложил большой тур по своему собственному дому скорби с привидениями через четыре года после случайной смерти сына».

### Итоговые годовые списки
Многие критики и издания включили Ghosteen в свой рейтинг лучших альбомов 2019 года.
На Metacritic Ghosteen является самым высокорейтинговым альбомом 2019 года, вторым по рейтингу альбомом 2010-х годов в целом и шестым по рейтингу альбомом всех времен. Он был признан лучшим альбомом 2019 года по версии Far Out, Louder Than War, Mojo, musicOMH, The Observer, The Skinny и The Times.

### Награды и номинации
Ghosteen был номинирован на премию NME Awards 2020 года как лучший австралийский альбом, лучший независимый альбом на премии Ассоциации независимой музыки (Association of Independent Music) 2020 года, лучший альбом на премии Премия Айвора Новелло 2020 года, лучший независимый рок-альбом или EP на премии Ассоциации независимых звукозаписывающих лейблов Австралии (Air) 2020 года и вошел в шорт-лист пятнадцатой ежегодной премии Australian Music Prize.

## Список композиций
Все тексты написаны Ником Кейвом, вся музыка написана Кейвом и Уорреном Эллисом.
| №                   | Название            | Длительность |
| ------------------- | ------------------- | ------------ |
| 1.                  | «Spinning Song»     | 4:43         |
| 2.                  | «Bright Horses»     | 4:52         |
| 3.                  | «Waiting for You»   | 3:54         |
| 4.                  | «Night Raid»        | 5:07         |
| 5.                  | «Sun Forest»        | 6:46         |
| 6.                  | «Galleon Ship»      | 4:14         |
| 7.                  | «Ghosteen Speaks»   | 4:02         |
| 8.                  | «Leviathan»         | 4:47         |
| Общая длительность: | Общая длительность: | 38:25        |

| №                   | Название            | Длительность |
| ------------------- | ------------------- | ------------ |
| 1.                  | «Ghosteen»          | 12:10        |
| 2.                  | «Fireflies»         | 3:23         |
| 3.                  | «Hollywood»         | 14:12        |
| Общая длительность: | Общая длительность: | 29:45        |

## Чарты
| Чарт (2019)                                  | Высшая позиция |
| -------------------------------------------- | -------------- |
| Австралия (ARIA)                             | 2              |
| Австрия (Ö3 Austria)                         | 3              |
| Бельгия/Фландрия (Ultratop)                  | 1              |
| Бельгия/Валлония (Ultratop)                  | 10             |
| Канада (Canadian Albums Chart)               | 93             |
| Чехия (ČNS IFPI)                             | 47             |
| Дания (Hitlisten)                            | 5              |
| Нидерланды (Album Top 100)                   | 12             |
| Финляндия (Suomen virallinen lista)          | 7              |
| Франция (SNEP)                               | 22             |
| Германия (Offizielle Top 100)                | 6              |
| Венгрия (MAHASZ)                             | 6              |
| Ирландия (IRMA)                              | 5              |
| Италия (FIMI)                                | 5              |
| Новая Зеландия (RMNZ)                        | 11             |
| Норвегия (VG-lista)                          | 16             |
| Польша (ZPAV)                                | 4              |
| Португалия (AFP)                             | 1              |
| Шотландия (Scottish Albums Chart)            | 4              |
| Испания (PROMUSICAE)                         | 9              |
| Швеция (Sverigetopplistan)                   | 7              |
| Швейцария (Schweizer Hitparade)              | 2              |
| Великобритания (UK Albums Chart)             | 4              |
| Великобритания (UK Independent Albums Chart) | 1              |
| США (Billboard 200)                          | 108            |
| США (Billboard Top Rock Albums)              | 12             |

## Сертификации
| Регион                                                                      | Сертификация | Продажи |
| --------------------------------------------------------------------------- | ------------ | ------- |
| Бельгия (BEA)                                                               | Золотой      | 10 000  |
| Великобритания (BPI)                                                        | Серебряный   | 60 000  |
| Данные о продажах + прослушиваниях приведены только на основе сертификации. |              |         |